# Desant okrętowy
Desant okrętowy – pododdział formowany ze składu etatowej załogi okrętu wysadzony na zajęte przez nieprzyjaciela wybrzeże w celu wykonania różnorodnych zadań specjalnych.